# Улица Квитки-Основьяненко (Киев)
Улица Квитки-Основьяненко (укр. Вулиця Квітки-Основ'яненка) — улица в Голосеевском районе города Киева в исторической местности Мышеловка. Пролегает от проспекта Науки до Голосеевского леса.

Улица возникла в начале XX столетия. До 1952 года называлась Мишеловская (укр. Мишоловська). Современное название улица получила в честь украинского писателя Григория Квитки-Основьяненко.

По всей длине улица застроена малоэтажными частными домами.

К улице Квитки-Основьяненко примыкают улицы Войсковая, Парниковая, Закарпатская, Весенняя, Учебная, и переулок Квитки-Основьяненко.

В доме № 26 по улице Квитки-Основьяненко родилась Герой Советского Союза Мария Боровиченко.